# 관문

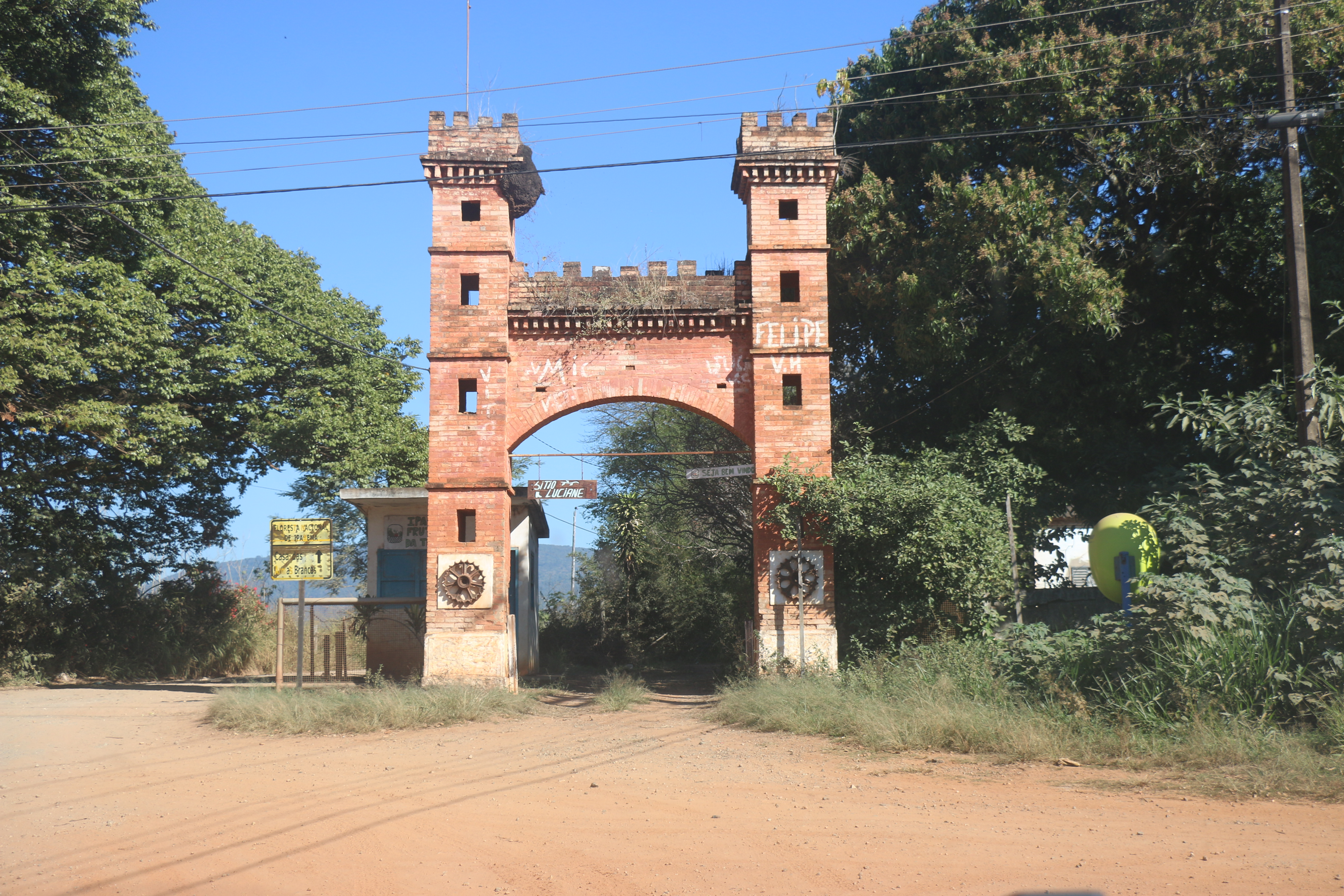
문

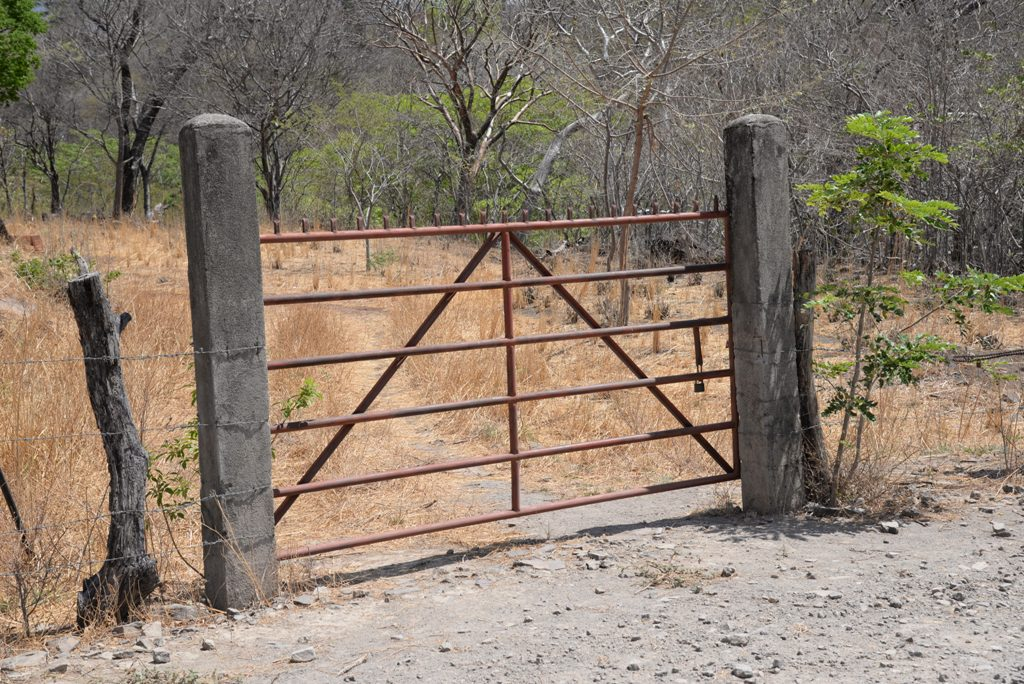

관문(關門, gateway)은 부지와 외부, 또는 외부와 다른 외부를 구분하는 목적으로 세우는 건축물이다. 많은 경우 벽 따위로 둘러쳐진 공간에 유일하게 트인 통행로로서 설치되지만, 벽 없이 관문만 설치되기도 한다. 관문은 출입 통행을 통제하기 위한 목적일 수도 있고, 순전히 장식적인 목적만으로도 세울 수도 있다.
사찰이나 궁궐 등 종교적으로 지어진 관문의 경우, 신성공간과 비신성공간을 가르는 중요한 장치로 쓰인다. 이 경우 관문을 통과하는 것은 하나의 의식이 된다.(절의 일주문이나 홍살문 같은 경우)
특히 성의 관문인 성문은 바깥을 오가기 위해 반드시 지나야 하는 통로라서 이를 영역의 상징물로 사용한다. 마을이나 도시, 신역의 대문은 이것의 확장된 경우이다. 이 경우 대문은 반드시 지나야만 하는 통로는 아니지만 교통량의 대부분을 담당하며 공간의 경계를 나타내는 구실을 한다.

## 같이 보기
- 바리케이드
- 경계 (지리학)
- 고푸람
- 포털 (건축)
- 포트컬리스
- 개선문